# Pentaspadon
Pentaspadon là một chi thực vật thuộc họ Anacardiaceae.
Bao gồm các loài:
- Pentaspadon motleyi, Hook.f.